# Eo đất Perekop

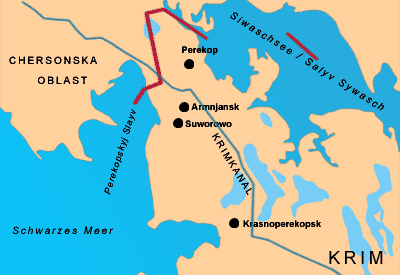
Vị trí của eo đất Perekop.

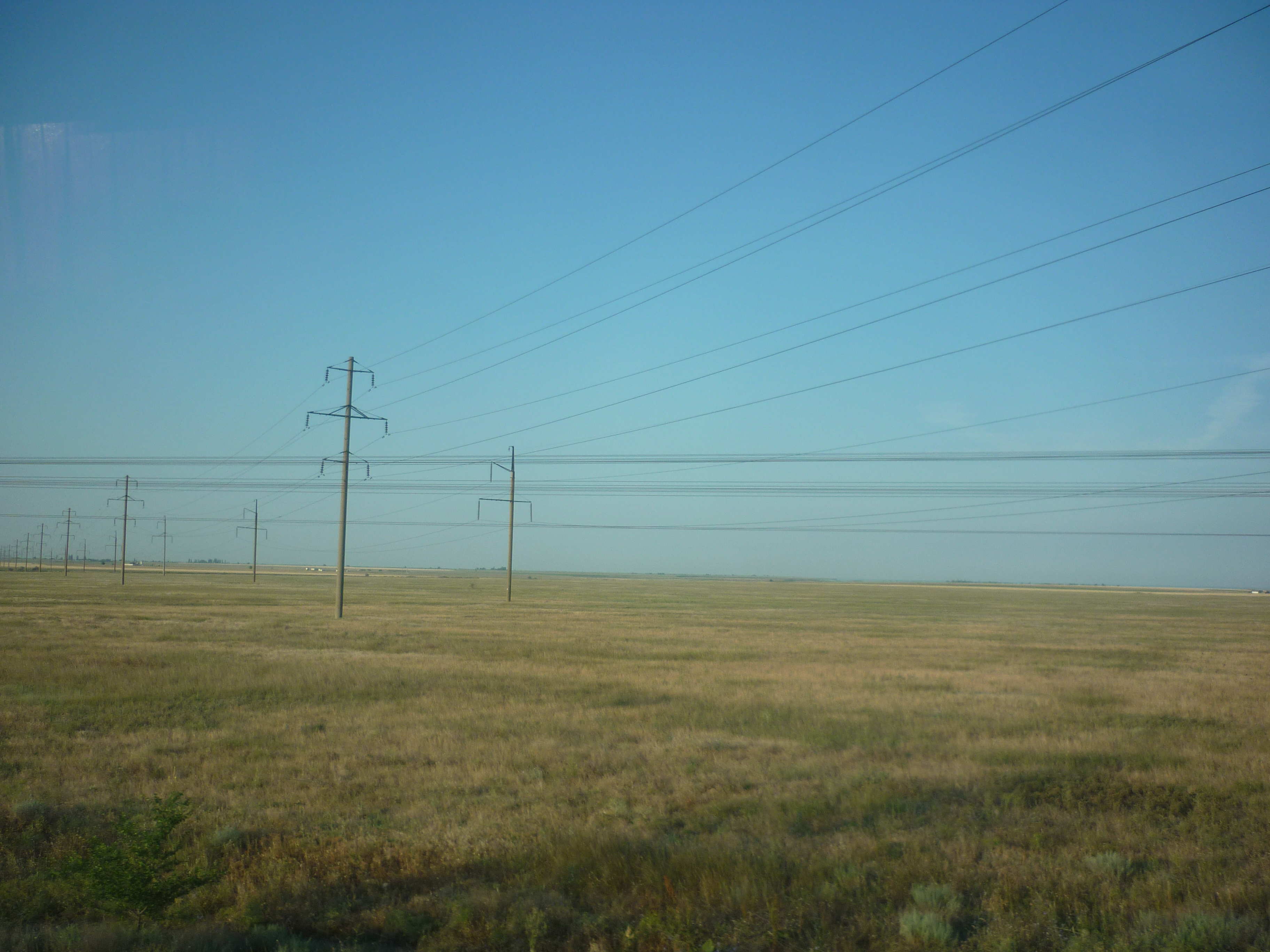
Hình chụp một đồng cỏ ở phía tây eo đất Perekop.

Eo đất Perekop (tiếng Ukraina: Перекопський перешийок; Perekops'kyy pereshyyok; tiếng Nga: Перекопский перешеек; Perekopskiy peresheek tiếng Tatar Krym: Or boynu, tiếng Thổ Nhĩ Kỳ: Orkapı) là một eo đất hẹp nối liền bán đảo Krym với miền lục địa Ukraina. Eo đất này giáp vịnh Karkinitsky (thuộc biển Đen) ở phía tây và vịnh lầy Sivash (thuộc biển Azov) ở phía đông. Eo đất này được đặt tên theo một pháo đài cùng tên do người Tartar xây dựng.
Eo Perekop có chiều dài chừng 20 dặm, chiều rộng 7 cây số (ở trung tâm) và 9,2 cây số (ở phía nam). Perekop thuộc khu Đồng bằng Bắc Krym với địa hình tương đối bằng phẳng. Thành phần đất chủ yếu là đất sét và đất sét trộn có nhiều mùn. Có nhiều hồ, nổi bật nhất là hồ Perekopska. Thảm thực vật chủ yếu là thảo nguyên và bán thảo nguyên. Ở những vùng thấp thì tồn tại hệ động thực vật của đầm lầy.
Biên giới giữa Nước Cộng hòa tự trị Krym và tỉnh Kherson của Ukraian chạy dọc theo phần phía bắc của eo đất. Các thành phố Perekop, Armyansk, Suvorovo và Krasnoperekopsk cũng tọa lạc trên eo đất này. Kênh Kyrn Bắc cũng chạy xuyên qua eo đất, cung cấp cho vùng Krym với nước sạch từ sông Dniepr. Băng ngang qua eo Perekov còn có một tuyến đường ống dẫn khí đốt, tuyến đường sắt Kherson - Dzhankoy, các tuyến đường bộ M 17 Kherson - Kerch và T 22 02 Tavriysk - Amyansk.
Ở phía nam Perekop là những mỏ muối trữ lượng rất lớn và vẫn còn đóng vai trò quan trọng đối với nền kinh tế của vùng này.

## Tên gọi
Tên Or Qapı Trong tiếng Tatar Krym có nghĩa là: Or - đường hào và Qapı - cánh cổng, tên tiếng Hy Lạp Tafgros nghĩa là con hào được đào nên, còn Perekop trong tiếng Slav có nghĩa là "đào".

## Lịch sử
Do có tầm quan trọng chiến lược về kinh tế và là cửa khẩu chiến lược mở đường từ nội địa Ukraina vào Krym vào ngược lại, eo đất Perekop là nơi diễn ra những trận chiến cực kì ác liệt trong lịch sử. Cả người Hy Lạp cổ đại và người Tatar Krym đều ra sức củng cố hệ thống phòng thủ tại khu vực này. Vào thế kỷ 15, Perekop là một thuộc địa của Cộng hòa Genoa. Vào năm 1783, sau khi Đế quốc Nga sáp nhập Krym, eo đất Perekop trở thành vùng một lãnh thổ của Nga. Đến năm 1954, cùng với Krym, chủ quyền của nó được chuyển cho Cộng hòa Xã hội chủ nghĩa Xô Viết Ukraina và đến hiện nay nó vẫn thuộc chủ quyền của nước Ukraina hiện đại.
Vào năm 1920, trong một trận đánh dữ dội trong cuộc nội chiến Nga, Hồng quân đã giải phóng khu vực này khỏi quân Bạch vệ của Pyotr Nikolayevich Wrangel. Sự kiện này được dựng lại trong một bộ phim Liên Xô thục hiện năm 1968 tên là "Hai đồng chí đang phục vụ" (Служили два товарища - Sluzhili dva tovarishcha).
Trong cuộc chiến tranh Xô-Đức (1941-45), quân Đức và Rumani tiến vào Krym cũng thông qua eo Perekop. Trận chiến ở đây kéo dài 5 ngày và kết thúc vào ngày 24 tháng 9 năm 1941 khi Hồng quân Liên Xô buộc phải triệt thoái. Trong Chiến dịch Krym (1944), việc vượt qua eo đất Perekop thành công đóng một vai trò quan trọng trong chiến thắng của quân đội Liên Xô.